# Jednostki Montevideo
Jednostki Montevideo (ang. Montevideo units) – jednostki skali aktywności skurczowej macicy, ocenianej przez odjęcie wartości napięcia podstawowego od szczytowego ciśnienia wewnątrzmacicznego w czasie skurczu. Aktywny obszar skurczu określa się jako iloczyn ciśnienia w czasie skurczu macicy (w mm Hg na 10 min) i liczby skurczów w ciągu 10 min.
Aktywność skurczów Alvareza ocenia się na około 25 jednostek Montevideo. Wartości 100–120 jednostek zwiastują poród.
Skalę opracowali w 1949 roku Roberto Caldeyro Barcia i Hermogenes Alvarez z kliniki w Montevideo (Urugwaj), stąd nazwa.